# 哈里斯堡 (阿肯色州)
哈里斯堡（英語：Harrisburg）是一個位於美國阿肯色州波因塞特縣的城市。根據2020年美國人口普查，該地人口為2212人，而該地的面積約為6.28平方千米。同時該地也是波因塞特縣的縣治。

## 地理
哈里斯堡的座標為35°33′51″N 90°43′20″W / 35.56417°N 90.72222°W，而該地的平均海拔高度為95米（即312英尺）。